# Puchar Narodów Pacyfiku
Puchar Narodów Pacyfiku – międzynarodowe rozgrywki w rugby union organizowane przez World Rugby dla drużyn regionu Pacyfiku. Zostały zorganizowane po raz pierwszy w 2006 jako IRB Pacific 5 Nations w celu podniesienia poziomu sportowego zespołów z tego regionu; od 2007 znane są pod obecną nazwą – Pacific Nations Cup. Są rozgrywane corocznie w czerwcu bądź lipcu.
W turnieju udział biorą reprezentacje Fidżi, Japonii, Samoa i Tonga, a od 2013 roku także Kanady i Stanów Zjednoczonych. W przeszłości występowały również drugie drużyny Australii i Nowej Zelandii (Australia A i Junior All Blacks), a także New Zealand Māori (reprezentacja Maorysów). Z uwagi na kwalifikacje do Pucharu Świata 2019 w edycjach 2016–2017 udział wzięły jedynie "wyspiarskie" reprezentacje.

## Zasady
W turnieju każda z drużyn rozgrywa jeden mecz z każdym z przeciwników. Zwycięzca meczu zyskiwał cztery punkty, za remis przysługiwały dwa punkty, porażka nie była punktowana, a zdobycie przynajmniej czterech przyłożeń lub przegrana nie więcej niż siedmioma punktami premiowana była natomiast punktem bonusowym.

## Zwycięzcy
| Rok  | Zwycięzca         |
| ---- | ----------------- |
| 2006 | Junior All Blacks |
| 2007 | Junior All Blacks |
| 2008 | New Zealand Māori |
| 2009 | Junior All Blacks |
| 2010 | Samoa             |
| 2011 | Japonia           |
| 2012 | Samoa             |
| 2013 | Fidżi             |
| 2014 | Samoa, Japonia    |
| 2015 | Fidżi             |
| 2016 | Fidżi             |
| 2017 | Fidżi             |
| 2018 | Fidżi             |
| 2019 | Japonia           |